# 丁耀林
丁耀林（1939年—），臺灣文藝工作者、政治人物，《台西風雲》小說作者、電影導演。

## 早期生涯
丁耀林中學畢業後，因為家境貧困，無法升學，進入政工幹部學校（後來的國防大學政治作戰學院）。1963年自政工幹校畢業後，曾經在軍法單位服務，得以觀察到死刑執行前的囚犯。從軍期間，結識不少國軍將官。妻子王麗鶴參加雲林縣議會第7屆議員選舉時，雖然未發放競選文宣、聘雇宣傳車，仍然高票當選，被《自由時報》認為與丁耀林在軍中建立的寬廣人脈有關。此時，丁耀林42歲，因妻子當選議員，為了照顧子女，丁耀林以中校軍階退伍回到雲林，結束10年的從軍生涯。回鄉後，丁耀林以經商維生。
後來，丁耀林投資製茶事業，為鹿谷茶廠董事長，也擁有 3、4 甲茶田。

## 妨害兵役
1977年、1986年，丁耀林兩度因主持偽造病歷、協助役男逃避兵役被捕。還因涉入1970年代末期偽造病歷逃避兵役的「德清專案」弊案，被判處有期徒刑5年。
1998年間，丁耀林又被板橋憲兵隊調查組發現他領導一個協助逃避兵役的犯罪組織，由他命令璩寶慶在報紙上刊登可以協助偽造精神病病歷、逃避兵役的廣告，並請國防部軍醫局上尉李相賢委託臺灣省立雲林醫院精神科醫師葉寶開立假的精神病證明，讓役男可以持證明申請不服兵役，估計不法所得約1,000餘萬。憲兵將要約談他時，丁耀林一度逃亡，在彰化市被憲兵逮捕，因為健康不佳而免於羈押，准許交保。臺灣雲林地方法院第一審依詐欺、偽造文書、妨害兵役等罪判處丁耀林有期徒刑1年6個月、褫奪公權2年。

## 文藝創作
丁耀林撰有《臺西風雲》小說，後來被拍成電影。
《台西風雲》由向雲鵬、馬如風、賀軍政等人主演，主題是黑幫少年殺人越獄，引起全臺關注，也讓臺灣社會產生「鶯歌出碗盤，臺西出流氓」、「臺西出流氓、雲林風吹沙」的印象。
歌曲〈痴情台西港〉亦為丁耀林所創作。

## 政治參與
丁耀林的興趣多樣，如政治、名車與交友。他在撰寫《台西風雲》出名後，開始與雲林當地的政治人物來往，因為政工幹校畢業背景，與軍方關係也不錯。《聯合報》指丁耀林「在雲林政界評價不高」，被視為「牆頭草」、「政治掮客」。
1989年12月，因為自身支持的臺灣省議會副議長黃鎮岳未獲中國國民黨提名競選次屆議長，宣布退出國民黨，並燒毀持有30年的黨證。同時，他宣布參選次屆雲林縣議會議員，也獲得朱高正台西後援會的支持。
丁耀林曾經擔任中華社會民主黨雲林縣黨部主任委員，積極招募黨員，任內約800餘人加入社民黨。後來因為帳務問題，以及與黨主席朱高正意見不合，被縣黨部執評委杯葛而辭職，任期僅70餘日。辭職後，迅速籌組「人民團體雲林縣社會互援會」，掌握會員約1,400人的票源，在1992年第2屆立法委員選舉中，得到當地各黨派參選人的重視。他曾經幫廖福本助選，當地有部分人士將他視為廖福本的「樁腳」，而丁耀林與林明義、蘇洪月嬌也有來往。
1993年間，加入民主進步黨。2004年，雲林地檢署認為丁耀林參加時任雲林縣議會議長陳清秀為立法委員參選人張碩文辦理的選舉餐會，涉嫌賄選而起訴他，第一審判丁耀林有期徒刑7月、褫奪公權3年，上訴後第二審則改判無罪。

## 家庭生活
丁耀林的妻子王麗鶴為雲林縣議會第7屆議員。王麗鶴在24歲時當選議員，連選、連任直到48歲逝世，共擔任24年的議員。他與王麗鶴育有6名子女。
丁耀林的長子為丁學經。1982年2月，年僅16歲的丁學經為了協助槍擊要犯羅清錦逃亡，載著他在高速公路上飆車，進入少年監獄服刑。1983年7月19日，又夥同他人在臺灣雲林地方法院法庭大門口將羈押中的留安元、沈宗隆二人「劫囚」。四子丁學忠歷任雲林縣虎尾鎮鎮民代表會主席、鎮長等職，代表中國國民黨在雲林縣海線參選第11屆立法委員當選。
2000年代初，丁耀林曾經與藝人恬娃交往，並聘請恬娃擔任鹿谷茶廠總經理。